# Élections législatives de 1981 dans la Drôme
Les élections législatives françaises de 1981 dans la Drôme se déroulent les 14 et 21 juin 1981.

## Élus
| Circonscription | Député sortant   | Parti | Parti | Député élu ou réélu | Parti | Parti |
| --------------- | ---------------- | ----- | ----- | ------------------- | ----- | ----- |
| 1re             | Rodolphe Pesce   |       | PS    | Rodolphe Pesce      |       | PS    |
| 2e              | Henri Michel     |       | PS    | Henri Michel        |       | PS    |
| 3e              | Georges Fillioud |       | PS    | Georges Fillioud    |       | PS    |

## Positionnement des partis
Le Parti socialiste et le Parti communiste français, sous l'appellation « majorité d'union de la gauche », se présentent dans les trois circonscriptions drômoises. Les socialistes investissent les députés sortants Rodolphe Pesce, maire de Valence, Henri Michel, maire de Suze-la-Rousse, et Georges Fillioud, premier édile de Romans-sur-Isère et ministre de la Communication du gouvernement Mauroy, tandis que les communistes soutiennent Yvonne Allègret, adjointe au maire de Valence, Michel Seyve et Élie Belle, adjoint au maire de Romans.
La majorité sortante, réunie dans l'Union pour la nouvelle majorité (UNM), soutient elle aussi des candidats dans l'ensemble des circonscriptions. Dans le détail, on compte 2 candidats UDF (Jacques Estour	et Paul Durand, maire de Tain-l'Hermitage) et 2 RPR (Jacques Dacqmine	et Jean Volvey).
Enfin, le Parti socialiste unifié (PSU) présente 2 candidats sous l'étiquette « Alternative 81 » dans les 1re (Valence - Die) et 2e circonscription (Montélimar - Nyons). Il en est de même pour les écologistes qui soutiennent Jacques Jalifier (Aujourd'hui l'écologie, 2e) et Denis Donger (Écologie et PSU - Alternative 81, 3e), dont le suppléant est membre du PSU. Quant au Front national, il est présent dans les trois circonscriptions alors que les Comités communistes pour l'autogestion (CCA) ont deux candidats dans les circonscriptions de Montélimar et Romans-sur-Isère.

## Résultats

### Résultats à l'échelle du département
| Parti          | Parti                                           | Premier tour | Premier tour | Second tour | Second tour | Sièges |
| Parti          | Parti                                           | Voix         | %            | Voix        | %           | Sièges |
| -------------- | ----------------------------------------------- | ------------ | ------------ | ----------- | ----------- | ------ |
|                | Parti socialiste                                | 82 815       | 47,96        | 75 659      | 59,72       | 3      |
|                | Parti communiste français                       | 20 866       | 12,08        |             |             | 0      |
|                | Majorité présidentielle                         | 103 681      | 60,05        | 75 659      | 59,72       | 3      |
|                |                                                 |              |              |             |             |        |
|                | Union pour la démocratie française              | 35 410       | 20,51        | 51 024      | 40,28       | 0      |
|                | Rassemblement pour la République                | 24 781       | 14,35        |             |             | 0      |
|                | Union pour la nouvelle majorité                 | 60 191       | 34,86        | 51 024      | 40,28       | 0      |
|                |                                                 |              |              |             |             |        |
|                | Divers écologiste (dont Aujourd'hui l'écologie) | 4 571        | 2,65         |             |             | 0      |
|                | Front national                                  | 2 252        | 1,30         | 0           |             |        |
|                | Parti socialiste unifié                         | 1 965        | 1,14         | 0           |             |        |
|                | Extrême gauche                                  | 5            | 0,00         | 0           |             |        |
|                |                                                 |              |              |             |             |        |
| Inscrits       | Inscrits                                        | 257 196      | 100,00       | 175 999     | 100,00      | 3      |
| Abstentions    | Abstentions                                     | 81 967       | 31,87        | 47 055      | 26,74       |        |
| Votants        | Votants                                         | 175 229      | 68,13        | 128 944     | 73,26       |        |
| Blancs et nuls | Blancs et nuls                                  | 2 564        | 1,46         | 2 261       | 1,75        |        |
| Exprimés       | Exprimés                                        | 172 665      | 98,54        | 126 683     | 98,25       |        |

### Résultats par circonscription

#### Première circonscription (Valence - Die)
| Candidat       | Candidat                     | Parti          | Premier tour | Premier tour | Second tour | Second tour |  |
| Candidat       | Candidat                     | Parti          | Voix         | %            | Voix        | %           |  |
| -------------- | ---------------------------- | -------------- | ------------ | ------------ | ----------- | ----------- |  |
|                | Rodolphe Pesce sortant réélu | PS             | 29 162       | 47,25        | 40 530      | 60,63       |  |
|                | Jacques Estour               | UDF (UNM)      | 15 299       | 24,79        | 26 313      | 39,37       |  |
|                | Jacques Dacqmine             | RPR (UNM)      | 7 646        | 12,39        |             |             |  |
|                | Yvonne Allègret              | PCF            | 7 436        | 12,05        |             |             |  |
|                | Jean Delhomme                | PSU            | 1 119        | 1,81         |             |             |  |
|                | Germaine Burgaz              | FN             | 1 053        | 1,71         |             |             |  |
|                |                              |                |              |              |             |             |  |
| Inscrits       | Inscrits                     | Inscrits       | 94 328       | 100,00       | 94 318      | 100,00      |  |
| Abstentions    | Abstentions                  | Abstentions    | 31 733       | 33,64        | 26 297      | 27,88       |  |
| Votants        | Votants                      | Votants        | 62 595       | 66,36        | 68 021      | 72,12       |  |
| Blancs et nuls | Blancs et nuls               | Blancs et nuls | 880          | 1,41         | 1 178       | 1,73        |  |
| Exprimés       | Exprimés                     | Exprimés       | 61 715       | 98,59        | 66 843      | 98,27       |  |

#### Deuxième circonscription (Montélimar - Nyons)
|                | Henri Michel sortant réélu | PS             | 28 463 | 50,51  |  |  |  |
|                | Jean Volvey                | RPR (UNM)      | 17 135 | 30,41  |  |  |  |
|                | Marcel Rochaix             | PCF            | 7 163  | 12,71  |  |  |  |
|                | Jacques Jalifier           | MÉP            | 2 735  | 4,85   |  |  |  |
|                | Michel Freydier            | PSU            | 846    | 1,50   |  |  |  |
|                | Gaston Patouillard         | FN             | 5      | 0,01   |  |  |  |
|                | Stella Ghisoni             | CCA            | 1      | 0      |  |  |  |
|                |                            |                |        |        |  |  |  |
| Inscrits       | Inscrits                   | Inscrits       | 81 184 | 100,00 |  |  |  |
| Abstentions    | Abstentions                | Abstentions    | 23 934 | 29,48  |  |  |  |
| Votants        | Votants                    | Votants        | 57 250 | 70,52  |  |  |  |
| Blancs et nuls | Blancs et nuls             | Blancs et nuls | 902    | 1,58   |  |  |  |
| Exprimés       | Exprimés                   | Exprimés       | 56 348 | 98,42  |  |  |  |

#### Troisième circonscription (Romans-sur-Isère)
| Candidat       | Candidat                       | Parti                   | Premier tour | Premier tour | Second tour | Second tour |  |
| Candidat       | Candidat                       | Parti                   | Voix         | %            | Voix        | %           |  |
| -------------- | ------------------------------ | ----------------------- | ------------ | ------------ | ----------- | ----------- |  |
|                | Georges Fillioud sortant réélu | PS                      | 25 190       | 46,13        | 35 129      | 58,70       |  |
|                | Paul Durand                    | UDF (PR)                | 20 111       | 36,83        | 24 711      | 41,30       |  |
|                | Élie Belle                     | PCF                     | 6 267        | 11,48        |             |             |  |
|                | Denis Donger                   | Divers écologiste (PSU) | 1 836        | 3,36         |             |             |  |
|                | Yvette Robert                  | FN                      | 1 194        | 2,19         |             |             |  |
|                | Gilles Buna                    | CCA                     | 4            | 0,01         |             |             |  |
|                |                                |                         |              |              |             |             |  |
| Inscrits       | Inscrits                       | Inscrits                | 81 684       | 100,00       | 81 681      | 100,00      |  |
| Abstentions    | Abstentions                    | Abstentions             | 26 300       | 32,2         | 20 758      | 25,41       |  |
| Votants        | Votants                        | Votants                 | 55 384       | 67,8         | 60 923      | 74,59       |  |
| Blancs et nuls | Blancs et nuls                 | Blancs et nuls          | 782          | 1,41         | 1 083       | 1,78        |  |
| Exprimés       | Exprimés                       | Exprimés                | 54 602       | 98,59        | 59 840      | 98,22       |  |